# Erich Maria Remarque

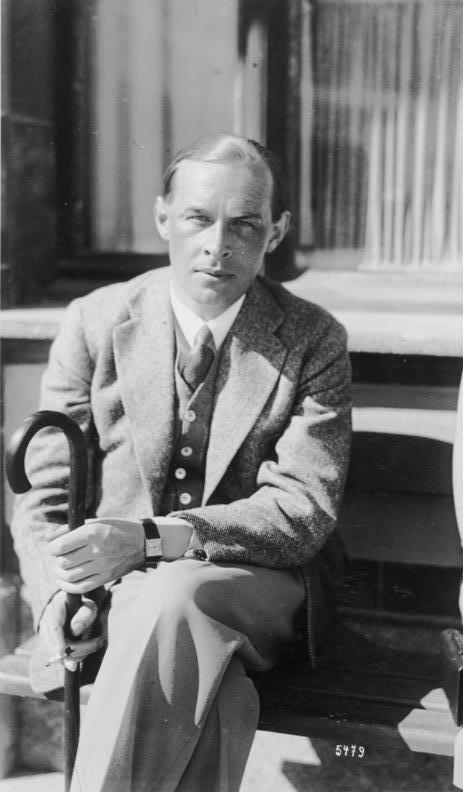
Erich Maria Remarque in Davos (Schweiz), 1929

Erich Maria Remarque (* 22. Juni 1898 in Osnabrück als Erich Paul Remark; † 25. September 1970 in Locarno, Schweiz) war ein deutscher Schriftsteller. Er wurde mit dem 1928 erstmals erschienenen, zuerst 1930 in Hollywood verfilmten Antikriegsroman Im Westen nichts Neues weltberühmt. 1931 erwarb Remarque die Casa Monte Tabor am Lago Maggiore und verlegte seinen Wohnsitz in die Schweiz. Im nationalsozialistischen Deutschland wurden seine Bücher verboten und 1933 öffentlich verbrannt. 1938 wurde ihm die deutsche Staatsbürgerschaft aberkannt. 1939 emigrierte er in die USA, wo er Anerkennung als Schriftsteller fand. 1947 erhielt er die amerikanische Staatsbürgerschaft. 1948 kehrte er in die Schweiz zurück, hielt sich aber weiterhin häufig in den USA auf. Remarque wurde auch durch seine Beziehungen zu prominenten Frauen und als Kunstsammler bekannt. Seine überwiegend als pazifistisch eingestuften Romane, in denen er die Grausamkeit des Krieges thematisiert, finden bis heute weite Verbreitung.

## Leben und Werk

### Herkunft und Name
Erich Maria Remarque wurde als Erich Paul Remark geboren. Seine Eltern waren der Buchbinder Peter Franz Remark (1867–1954) und seine Ehefrau Anna Maria Remark, geb. Stallknecht (1871–1917). Der Familienname Remark geht auf französische Vorfahren namens Remacle zurück. Remarques Urgroßvater Johann Remarque (1789–1855) wurde in Aachen geboren und starb in Kaiserswerth. Der Geburtsname seiner Großmutter mütterlicherseits war Bäumer, wie der Familienname der Hauptfigur in Remarques Roman Im Westen nichts Neues.
Erich Paul Remark war das zweite von vier Geschwistern. Sein älterer Bruder Theodor Arthur (1896–1901) wurde in Wanne geboren, wo die Eltern 1895 geheiratet hatten. Er wurde nur fünf Jahre alt. 1898 zog die Familie Remark von Wanne nach Osnabrück, zunächst in die Jahnstraße 15; in diesem Jahr wurde Erich Paul geboren. Seine jüngeren Schwestern waren Erna (1900–1978) und Elfriede (1903–1943).
Der Künstlername Erich Maria Remarque entstand Anfang der 1920er Jahre. Ab 1921 verwendete der junge Journalist und Autor gelegentlich die französische Schreibweise Remarque. Den zweiten Vornamen Maria verwendete er ab November 1922, um damit seine Verehrung Rainer Maria Rilkes zum Ausdruck zu bringen. Zugleich ehrte er damit das Andenken seiner Mutter Anna Maria. Als er sich noch nicht auf einen Künstlernamen festgelegt hatte, schrieb Remarque sowohl als Erich Remark (sein Geburtsname) wie auch unter verschiedenen Pseudonymen: G. A. M., Ernst Winter, Juan de Lavalette, Kai Henriksen, Carl Maria Remarque. Bei dem Roman Im Westen nichts Neues, der 1928/29 veröffentlicht wurde und ihn berühmt machte, war Erich Maria Remarque als Autor angegeben. So wurde dieser Name zu seinem Markenzeichen. Er verwendete nun auch privat nur noch diesen Namen.
1926, kurz nach seiner ersten Eheschließung, ließ sich Remarque von Hugo von Buchwald adoptieren und erwarb dadurch den Adelstitel „Freiherr von Buchwald“.
Im April 1929 tauchte in der nationalistischen Presse die unzutreffende Behauptung auf, Remarques Geburtsname sei Kramer (das Ananym zum tatsächlichen Geburtsnamen Remark). Dieses Gerücht wurde von den Nationalsozialisten gestreut, die auch fälschlich behaupteten, Remarque sei Jude und er habe am Krieg nicht teilgenommen, um ihn als Lügner hinzustellen.

### Frühe Jahre
Während Remarque aufwuchs, zog die Familie zehnmal innerhalb des heutigen Stadtgebiets von Osnabrück um: in den Jahren 1899, 1901, 1902, 1903, 1904, 1905, 1907, 1910, 1913 und 1914. Immer war es ein Umzug in einen Neubau. Die Familie versuchte damit Geld zu sparen, denn Wohnungen in Neubauten wurden mit noch feuchten Wänden anfangs günstig vermietet. Wenn nach ein, zwei Jahren eine Mieterhöhung für die „trocken gewohnte“ Wohnung  anstand, zog die Familie in den nächsten Neubau.
Remarque besuchte zwei Volksschulen: von 1904 bis 1908 die Domschule Osnabrück, anschließend bis 1912 die Johannisschule. Danach besuchte er drei Jahre lang die katholische Präparandenanstalt als Vorbereitung für die Ausbildung zum Volksschullehrer. Von hier wechselte er 1915 zum katholischen Königlichen Volksschullehrer-Seminar in Osnabrück.
Eine Kindheitsfreundschaft verband Remarque mit dem ebenfalls in Osnabrück geborenen Schriftsteller Ludwig Bäte und dessen Bruder. Aus dieser Freundschaft sind einige Briefe erhalten sowie eine von Remarque 1918 komponierte Vertonung des Gedichtes "In der Frühe" von Ludwig Bäte.

### Erster Weltkrieg
Zum Ersten Weltkrieg wurde er im November 1916 nach einem Notexamen als Reserve-Rekrut eingezogen und kam im Juni 1917 als Soldat nach Flandern (Houthulster Forst) an die Westfront. Er gehörte zur 2. Kompanie Feldrekruten-Depot der 2. Garde-Reserve-Division. Am 31. Juli 1917 wurde er durch mehrere Granatsplitter an Arm und Bein sowie durch einen Halsschuss verwundet. Er kam in ein Armee-Hospital in Duisburg. Im September 1917 starb seine Mutter an Darmkrebs, er erschien bei ihrer Beerdigung. Danach war er in der Schreibstube des Lazaretts tätig. Nach seiner Genesung im Hospital Duisburg kehrte er von dort am 31. Oktober 1918 zum 1. Ersatz-Bataillon Osnabrück zurück. Mitte November 1918 erhielt er das Eiserne Kreuz I. Klasse und wurde am 5. Januar 1919 aus der Armee entlassen.
Bereits im November 1917 während seiner Lazarettzeit begann er mit dem Schreiben eines ersten Romans Über den Krieg – wie er die entstandenen Texte damals bezeichnete. Lebenslang geprägt von seinen Kriegserlebnissen, entwickelte er von da an eine Haltung, die von den meisten Biografen und Interpreten seiner Werke als pazifistisch-antimilitaristisch bewertet wird. Tatsächlich forderte Remarque am 24. August 1918 in seinem Tagebuch, das er während seines Hospitalaufenthalts in Duisburg führte, für die Zeit nach dem Ende des Kriegs einen „Kampf gegen die drohende Militarisierung der Jugend, gegen den Militarismus in jeder Form seiner Auswüchse.“ Später betonte Remarque in diversen Interviews, ein „unpolitischer Mensch“ zu sein.

### Tätigkeit als Lehrer
Nach dem Krieg setzte Remarque seine Lehrerausbildung fort und legte im Juni 1919 erfolgreich die Lehramtsprüfung ab. Vom 1. August 1919 an war er als Volksschullehrer in Lohne, seinerzeit im Kreis Lingen, heute in der Grafschaft Bentheim, tätig, ab Mai 1920 in Klein Berßen im damaligen Kreis Hümmling, heute Landkreis Emsland, und ab August 1920 in Nahne, das seit 1972 zu Osnabrück gehört. Mit seinem Antrag auf Beurlaubung vom Schuldienst endete diese Episode am 20. November 1920.

### Anfänge als Schriftsteller

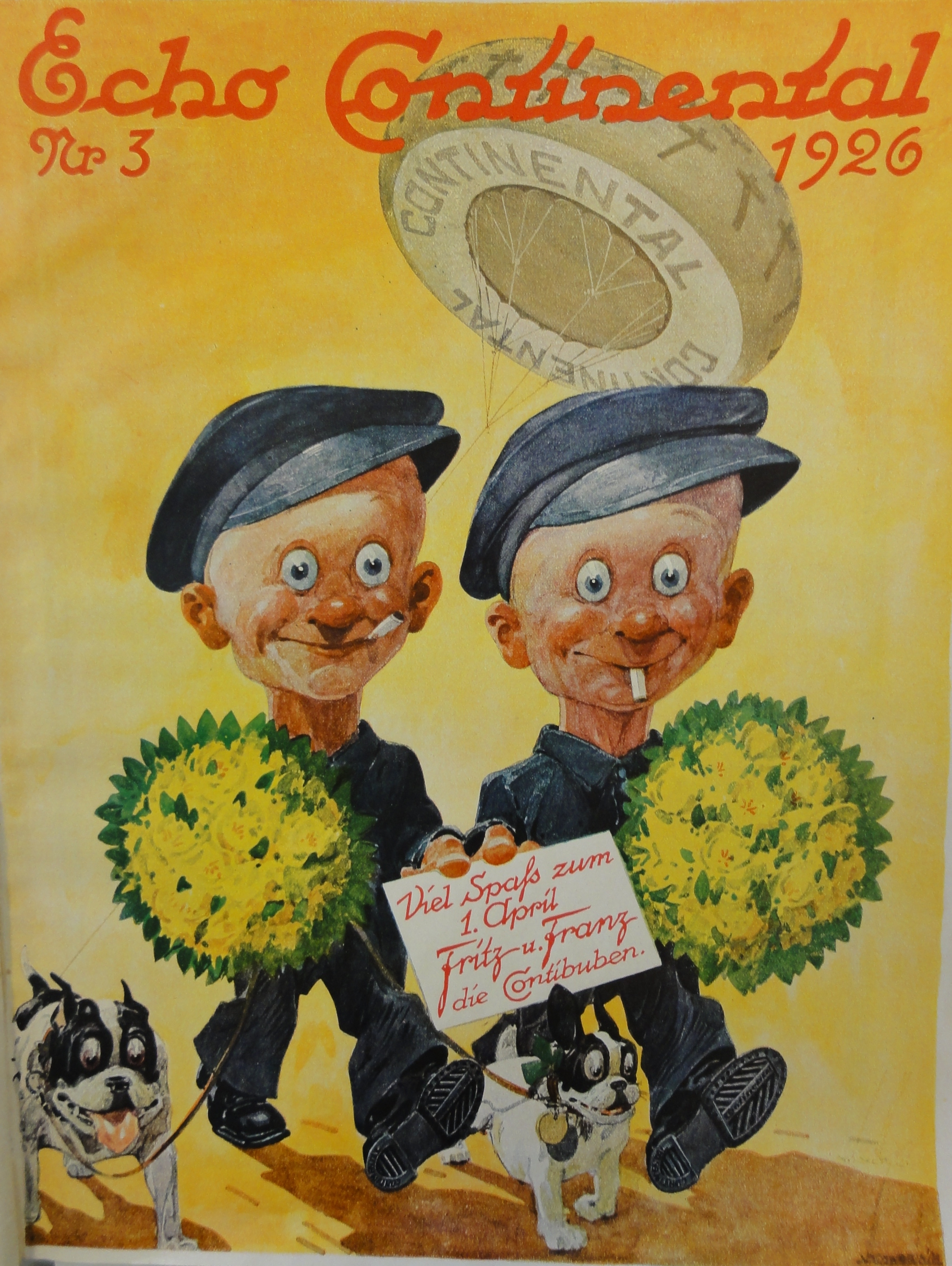
Titelblatt der Werkszeitung Echo Continental mit den „Contibuben“, 1926

Bereits im April 1918, noch während seiner Lazarett-Zeit, veröffentlichte Remarque den Text Ich und Du. Er wurde, ebenso wie 1920 sein erster Roman, der Künstlerroman Die Traumbude, in dem Blatt Die Schönheit veröffentlicht, das unverhüllt für „Rassenverjüngung“, „Rassenhygiene“, „ein verjüngtes Geschlecht edler Rassemenschen aus arischem Geblüt und mit arischen Instinkten“ sowie generell für das „Vorrecht der arischen Menschheit zur vermehrten Auswirkung ihrer Zeugungskraft“ eintrat. Das brachte Remarque 1977 den Vorwurf ein, er habe „vor seinem Welterfolg im Lager der politischen Rechten gestanden“. Die Traumbude war ein Misserfolg. Nach dem Ende seiner Lehrertätigkeit nahm Remarque zunächst Gelegenheitsarbeiten an, so unter anderem als Verkäufer von Grabsteinen und als Organist in der Gertrudenkirche, die zum dortigen „Irrenhaus“, der provinzialständischen Heil- und Pflegeanstalt Osnabrück, gehörte. Letztere Episoden verarbeitete er autobiografisch in Der schwarze Obelisk (zuerst veröffentlicht 1956). Schließlich wurde er Zeitungsredakteur, unter anderem beim Osnabrücker Tageblatt, für das er ab März 1921 arbeitete. In einem Brief an Stefan Zweig aus diesen Tagen drückte er sehr deutlich seine Zweifel über die Zukunft seiner schriftstellerischen Aktivitäten aus.
Ab Mitte 1921 war Remarque zunächst als freier Mitarbeiter für die in Hannover herausgegebene Werkszeitung des Reifenherstellers Continental AG tätig: Für das Blatt Echo Continental arbeitete er ab April 1922 als Festangestellter und war bereits im Juni 1923 verantwortlicher Chefredakteur. Neben gereimten Werbetexten verfasste er die Geschichten der von ihm erfundenen Comicfiguren Die Contibuben, die er mit dem Kürzel „E.M.R.“ versah und zu denen Hermann Schütz die Zeichnungen beisteuerte. Auch nach seinem Wechsel zum Scherl-Verlag Anfang 1925 schrieb Remarque die Serie bis zur Einstellung im Dezember 1926 fort.
Während seiner Zeit in Hannover wurden etwa 100 kürzere Prosatexte Remarques in diversen Tages- und Wochenzeitungen veröffentlicht. Auch arbeitete er an einem Roman, den er Gam betitelte, und schrieb 1924 ein Essay mit der Überschrift Leitfaden der Decadence. Über das Mixen kostbarer Schnäpse.
Vom 1. Januar 1925 bis zum 15. November 1928 arbeitete Remarque für das im Hugenberg-Konzern erscheinende Blatt Sport im Bild. 1927 gab er die Publikation Station am Horizont heraus. Vom 3. August 1928 an war er bei Sport im Bild für den redaktionellen Inhalt verantwortlich.

### „Im Westen nichts Neues“

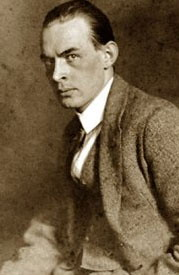
Erich Maria Remarque (um 1928)

1927 begann Remarque den Roman Im Westen nichts Neues zu schreiben. 1928 bot er ihn den Verlagen S. Fischer und Ullstein an, die beide eine linksliberale Linie vertraten. Im März 1928 lehnte der S. Fischer Verlag die eingereichten Entwürfe ab, im August nahm Ullstein den Roman an. Vom 10. November bis zum 9. Dezember wurde er in der Vossischen Zeitung vorabgedruckt, die zur Ullstein-Gruppe gehörte. Am 15. November 1928 erhielt Remarque vom Hugenberg-Konzern seine fristlose Kündigung. Am 29. Januar 1929 erschien der Roman als Buch im Propyläen Verlag, der ebenfalls zu Ullstein gehörte. 1952 berichtete der Spiegel, dass Remarque wenige Monate vor der Veröffentlichung seines Romans eine wohlwollende Rezension des Werks In Stahlgewittern von Ernst Jünger geschrieben habe.
In dem Roman verarbeitete Remarque neben eigenen Erfahrungen vorwiegend die Erzählungen verwundeter Soldaten, die er im Lazarett kennengelernt hatte, fügte aber auch frei erfundene Episoden hinzu. Dem schon damals verbreiteten Missverständnis, der Roman beruhe im Wesentlichen auf eigenen Erlebnissen des Verfassers, traten Verlag und Autor aus Werbegründen nicht ernsthaft entgegen. Die in Ich-Form erzählende fiktive Hauptfigur Paul Bäumer ist nicht als „Alter Ego“ Remarques zu betrachten. Anders als der Autor, der nur einen Monat lang an der Front eingesetzt war (von Ende Juni bis Ende Juli 1917), fällt Bäumer kurz vor Kriegsende.
Der Roman machte Remarque bald nach seinem Erscheinen als Buch wie auch durch die Hollywood-Verfilmung Im Westen nichts Neues (1930) von Lewis Milestone weltbekannt. Am 5. August 1930 sah Remarque in einer eigens für ihn arrangierten Sondervorstellung in Münster die Verfilmung. Im Dezember hatte der Film seine deutsche Premiere in Berlin.
Remarque wurde für sein Werk Im Westen nichts Neues für zwei Nobelpreise des Jahres 1931 nominiert: von dem schwedischen Schriftsteller Tor Hedberg (1862–1931) für den Literatur-Nobelpreis und von dem Polen Zygmunt Cybichowski (1879–1944) für den Friedensnobelpreis. Der Deutsche Offizier Bund (DOB) protestierte gegen diese Nominierung mit der Begründung, dass der Roman die deutsche Armee und deren Soldaten verunglimpfe.

### Ächtung durch die Nationalsozialisten und Emigration in die Schweiz
Die deutsche Erstaufführung des oscargekrönten Hollywood-Antikriegsfilms Im Westen nichts Neues am 4. Dezember 1930 in Berlin wurde von nationalsozialistischen Schlägertrupps im Auftrag des Gauleiters Joseph Goebbels massiv gestört. Aus dem gesamten Reichsgebiet wurden Störaktionen gemeldet, sodass der Film schließlich am 11. Dezember durch die deutsche Filmprüfstelle verboten wurde. Ab Frühsommer 1931 durfte der Film „für bestimmte Personenkreise und in geschlossenen Veranstaltungen“ gekürzt wieder gezeigt werden, einige Monate später wurde er, noch stärker gekürzt, wieder allgemein freigegeben. Die Produktionsfirma musste sich überdies verpflichten, zukünftig auch im Ausland nur noch diese von den deutschen Zensurbehörden genehmigte Fassung zu zeigen.
Im August 1931 kaufte Remarque die Casa Monte Tabor (Lage) in Porto Ronco, einem Ortsteil von Ronco sopra Ascona im Schweizer Kanton Tessin. Diese Villa am Westufer des Lago Maggiore wurde im April 1932 sein Hauptwohnsitz. Ab November 1932 hielt er sich zur Erledigung von geschäftlichen Angelegenheiten in Berlin auf, wo er im Hotel „Majestic“ wohnte. Nach den Anfeindungen gegen den Film Im Westen nichts Neues, strafrechtlichen Verfolgungen und aufgrund der Hetze der NSDAP verließ er nachts am 28./29. Januar 1933, einen Tag vor der Ernennung Hitlers zum Reichskanzler, endgültig Deutschland und lebte fortan in Porto Ronco. Hier nahm er Kontakt zu anderen emigrierten Schriftstellern auf. Er gewährte auch anderen, weniger bekannten Emigranten aus Deutschland Unterschlupf.
Nach der Ernennung Hitlers zum Reichskanzler wurde der Film Im Westen nichts Neues in Deutschland endgültig verboten. Remarques Bücher wurden als „schädliches und unerwünschtes Schrifttum“ verboten. Im Mai 1933 wurden sie öffentlich verbrannt. Der sogenannte Feuerspruch bei dieser Aktion lautete: „Gegen literarischen Verrat am Soldaten des Weltkrieges, für Erziehung des Volkes im Geiste der Wehrhaftigkeit!“ Remarque erlebte in Porto Ronco gemeinsam mit Emil Ludwig am Radio mit, wie seine Bücher am 10. Mai in Berlin verbrannt wurden.
1938 wurde Remarque nach dem Reichsbürgergesetz die deutsche Staatsbürgerschaft aberkannt.
Seine Schwester Elfriede Scholz, die als Schneiderin in Dresden lebte, wurde nach einer Denunziation wegen Äußerungen gegen das NS-Regime, wonach der Krieg schon verloren sei, 1943 vom Präsidenten des „Volksgerichtshofs“ Roland Freisler wegen „Wehrkraftzersetzung“ zum Tode verurteilt und durch das Fallbeil hingerichtet. Freisler sagte im Prozess: „Ihr Bruder ist uns entwischt, Sie werden uns nicht entwischen.“ Remarque erfuhr von der Hinrichtung erst im Juni 1946 durch einen Brief seiner Schwester Erna. Er widmete seiner Schwester Elfriede den Roman Der Funke Leben (1952).

### Anerkennung in den USA

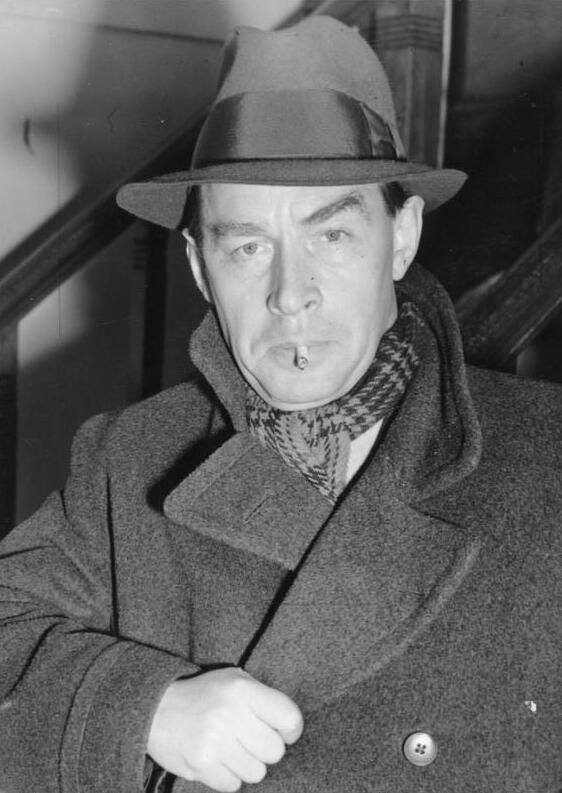
Remarque 1939 bei der Ankunft in New York

Von 1939 an lebte Remarque offiziell in den USA, wo er auf weitere Emigranten – unter ihnen  Bertolt Brecht, Lion Feuchtwanger, Emil Ludwig, Thomas Mann, Carl Zuckmayer – und zahlreiche weitere Persönlichkeiten aus den Bereichen Literatur und Film traf. Anders als viele andere emigrierte Schriftsteller genoss er hier eine hohe Anerkennung, was unter anderem darauf zurückzuführen war, dass seine Werke auch auf Englisch erfolgreich waren. Im amerikanischen Exil schrieb er einen Roman, der 1941 in London unter dem Titel Flotsam („Strandgut“) auf Englisch und in Stockholm unter dem Titel Liebe Deinen Nächsten auf Deutsch erschien. 1947 erhielt Remarque die amerikanische Staatsbürgerschaft.

### Rückkehr in die Schweiz
1948 kehrte Remarque in die Schweiz zurück. Am 1. Juni betrat er nach neun Jahren Abwesenheit wieder seine Villa in Porto Ronco. In den folgenden zwölf Jahren hielt er sich etwa zur Hälfte in Europa und den USA auf, dort meist in New York. Er reiste bis 1960 achtmal über den Atlantik und zurück. Ein späterer, letzter USA-Aufenthalt im Jahr 1966 dauerte zwei Monate.
Nach eigenen Angaben legte Remarque keinen Wert darauf, die ihm 1938 aberkannte deutsche Staatsangehörigkeit wiederzuerlangen. 1955 wandte er sich auf Empfehlung von Richard Katz an den Anwalt Robert Kempner, um sich in Fragen finanzieller Wiedergutmachung vertreten zu lassen. Kempner prozessierte erfolgreich für Remarque: Laut dem Gerichtsurteil im Dezember 1961 stand Remarque Wiedergutmachung für die Beschlagnahme eines Bankguthabens im Jahr 1933 zu. Kempner war anwesend, als Remarque im Juli 1967 das Große Verdienstkreuz der Bundesrepublik Deutschland erhielt – der deutsche Botschafter in der Schweiz überreichte ihm die hohe Auszeichnung in Porto Ronco.

### Ehen und Beziehungen

Remarque mit Richard Katz (Mitte) und Paulette Goddard in Ronco sopra Ascona, 1950er Jahre

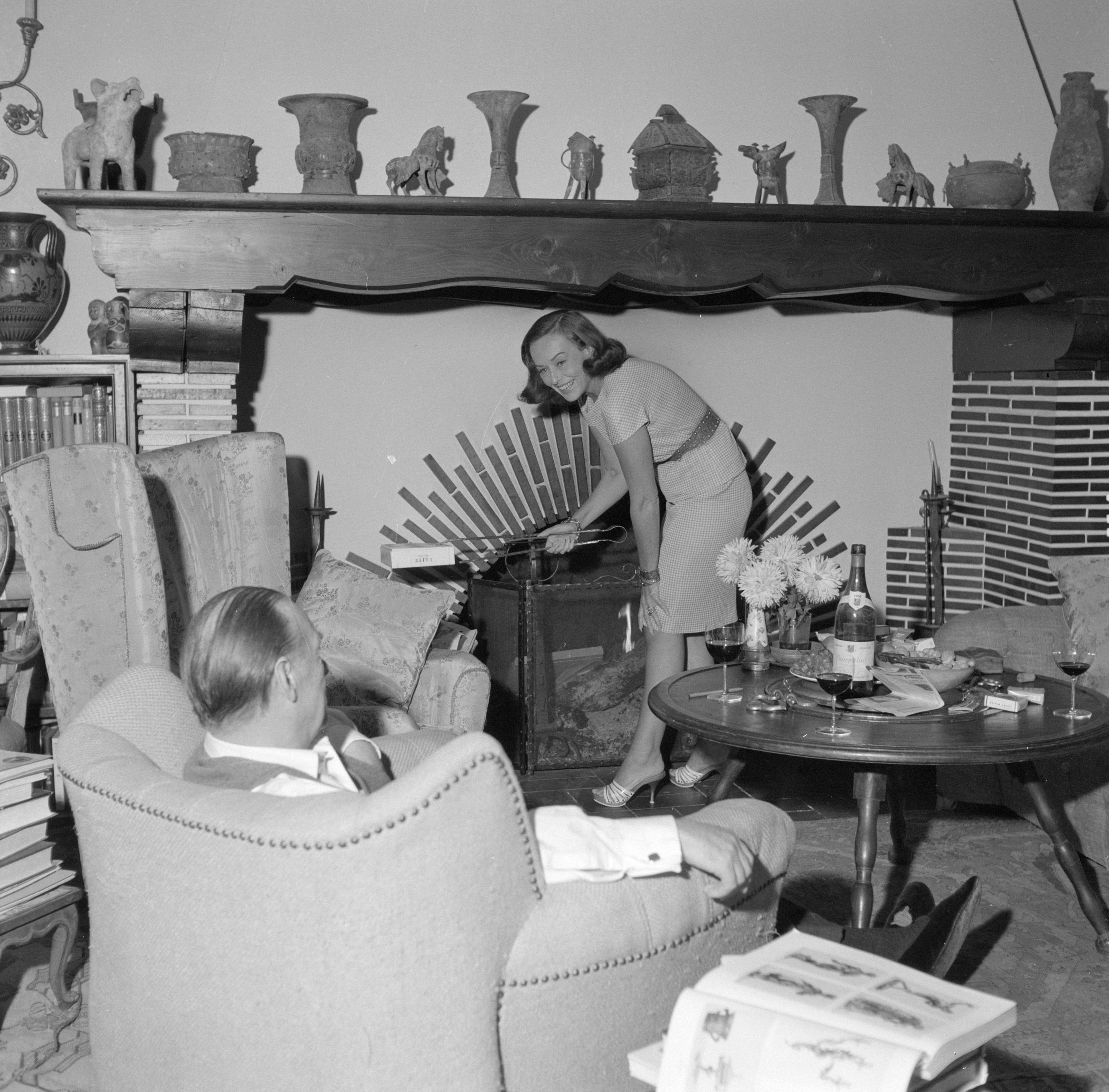
Remarque und seine Frau in ihrer Villa Casa Monte Tabor in Ronco sopra Ascona (1961)

Remarque war zweimal mit der Tänzerin Ilse Jutta Zambona (* 28. August 1901; † 25. Juni 1975) verheiratet: in erster Ehe vom 14. Oktober 1925 bis 4. Januar 1930, in zweiter Ehe vom 22. Januar 1938 bis 20. Mai 1957. Durch die zweite Ehe ermöglichte er ihr die Immigration in die Schweiz und später das Asyl in den USA.
Anfang 1930 ging Remarque eine Beziehung mit der Schauspielerin Ruth Albu ein, die auch nach deren Heirat mit Heinrich Schnitzler (im Oktober 1930) bis zum Sommer 1932 fortbestand. Im September 1931 dementierte Albu Zeitungsmeldungen über ihre angebliche Scheidung und eine angeblich bevorstehende Heirat mit Remarque. Albu gab Remarque wegweisende Ratschläge: Auf ihre Anregung hin erwarb er im August 1931 seine Schweizer Villa in Ronco sopra Ascona, und er folgte ab 1932 ihrer Empfehlung, sein Vermögen in Kunstwerke zu investieren – er wurde ein bedeutender Kunstsammler.
Im Februar 1936 begann in St. Moritz eine kurzzeitige Beziehung mit Margot von Opel, der Frau von Fritz von Opel. Remarque unternahm mit ihr im Mai eine Reise nach Budapest und im Juni Reisen nach Venedig, an den Gardasee und nach Istrien. Er hatte auch eine kurze Affäre mit Hedy Lamarr, laut dem Lamarr-Biografen Richard Rhodes im Jahr 1937.
Am 7. September 1937 begann Remarque in Venedig eine Liebesbeziehung mit Marlene Dietrich, die im November als umfangreiche Korrespondenz fortgeführt wurde. Im Mai und wieder im Juni/Juli 1938 hielten sie sich  gemeinsam im Hotel Lancaster in Paris auf. Im Juli reisten sie gemeinsam mit Dietrichs Ehemann Rudolf Sieber und dessen Geliebter Tamara Matul von Paris nach Antibes und im September zurück nach Paris. Im Dezember setzten sie ihre Korrespondenz fort. Vom 27. März bis 9. Juni 1939 hielt sich Remarque bei Dietrich in Beverly Hills auf. Dann reisten sie gemeinsam nach New York und von dort mit der Queen Mary nach Europa. Sie lebten in Hotels in Paris. Im Juli reisten sie wieder mit Rudolf Sieber und dessen Freundin nach Antibes. Im August fuhren alle vier mit der Queen Mary nach New York. Im Dezember beendete Remarque die Beziehung mit Dietrich, traf sie aber danach wieder. Im November 1940 kam es zur endgültigen Trennung. Der als Buch veröffentlichte Briefwechsel enthält vor allem Briefe von Remarque an Dietrich.
Remarques Beziehung zu Natalie Paley ist in dem postum veröffentlichten Roman Schatten im Paradies (beziehungsweise der später veröffentlichten Version Das gelobte Land mit dem von Remarque beabsichtigten Titel) verarbeitet. Sie begann im Januar 1941, ging durch mehrere teils schwere Krisen und endete im April 1950. Die Biografie des Erich Maria Remarque-Friedenszentrums erwähnt darüber hinaus „enge Beziehungen“ Remarques mit zwölf weiteren Frauen in den Jahren 1941 bis 1943, darunter die Schauspielerinnen Greta Garbo, Maureen O’Sullivan, Claire Luce, Lupe Vélez und Dolores del Río.
Am 25. Februar 1958 heiratete er die Schauspielerin Paulette Goddard (1910–1990), die frühere Ehefrau Charlie Chaplins, mit der er bis zu seinem Tod in seiner Wahlheimat Tessin lebte.
Mehrere Bücher beschäftigen sich mit Remarques Beziehungen zu Frauen.
Remarque hatte keine eigenen Kinder, aber zwei Patenkinder. In beiden Fällen war es ein Kind eines mit ihm befreundeten Kunsthändlers: 1939 wurde er Patenonkel von Walter Feilchenfeldt junior, 1951 übernahm er die Patenschaft für Andre Salz, den zweiten Sohn von Sam Salz.

### Kunstsammlung
Remarque sammelte Kunst, insbesondere Gemälde des Impressionismus. Im März 1932 kaufte er einen wertvollen Teppich, nachdem ihm seine Freundin Ruth Albu geraten hatte, in Kunst zu investieren. Im September und Dezember 1933 erwarb er seine ersten beiden Gemälde, Werke von Degas und van Gogh, beide von dem Kunsthändler Walter Feilchenfeldt in Amsterdam. Danach baute er seine Sammlung immer weiter aus. Mit Feilchenfeldt und dessen Frau verband ihn eine enge und dauerhafte Freundschaft. 1940 sorgte Feilchenfeldt für den Transport der Kunstsammlung seines Freundes Remarque, darunter auch Teppiche, über London in die USA.
In den USA war Remarque Kunde des Kunsthändlers Sam Salz. Von ihm kaufte er beispielsweise im Juni 1940 ein Werk von Utrillo. Mit Sam Salz und dessen Frau war er eng befreundet. 1942 kam er mit dem Händler Paul Rosenberg in Kontakt. Gemälde aus Remarques Sammlung wurden von November 1942 bis Juli 1943 im Los Angeles County Museum of Art gezeigt, im Oktober/November 1943 folgte eine Ausstellung in der Galerie Knoedler in New York. Als Einstieg in den Kunsthandel erwarb er im Mai 1943 zusammen mit Sam Salz einen Renoir. Zwei Jahre lang versuchte er sich aktiv am Kunsthandel zu beteiligen.
Bei einem Einbruch in seine Villa in Ronco sopra Ascona im Dezember 1969 wurden ihm Kunstgegenstände gestohlen. Die geraubten Gegenstände konnten ihm im Mai 1970 zurückgegeben werden.

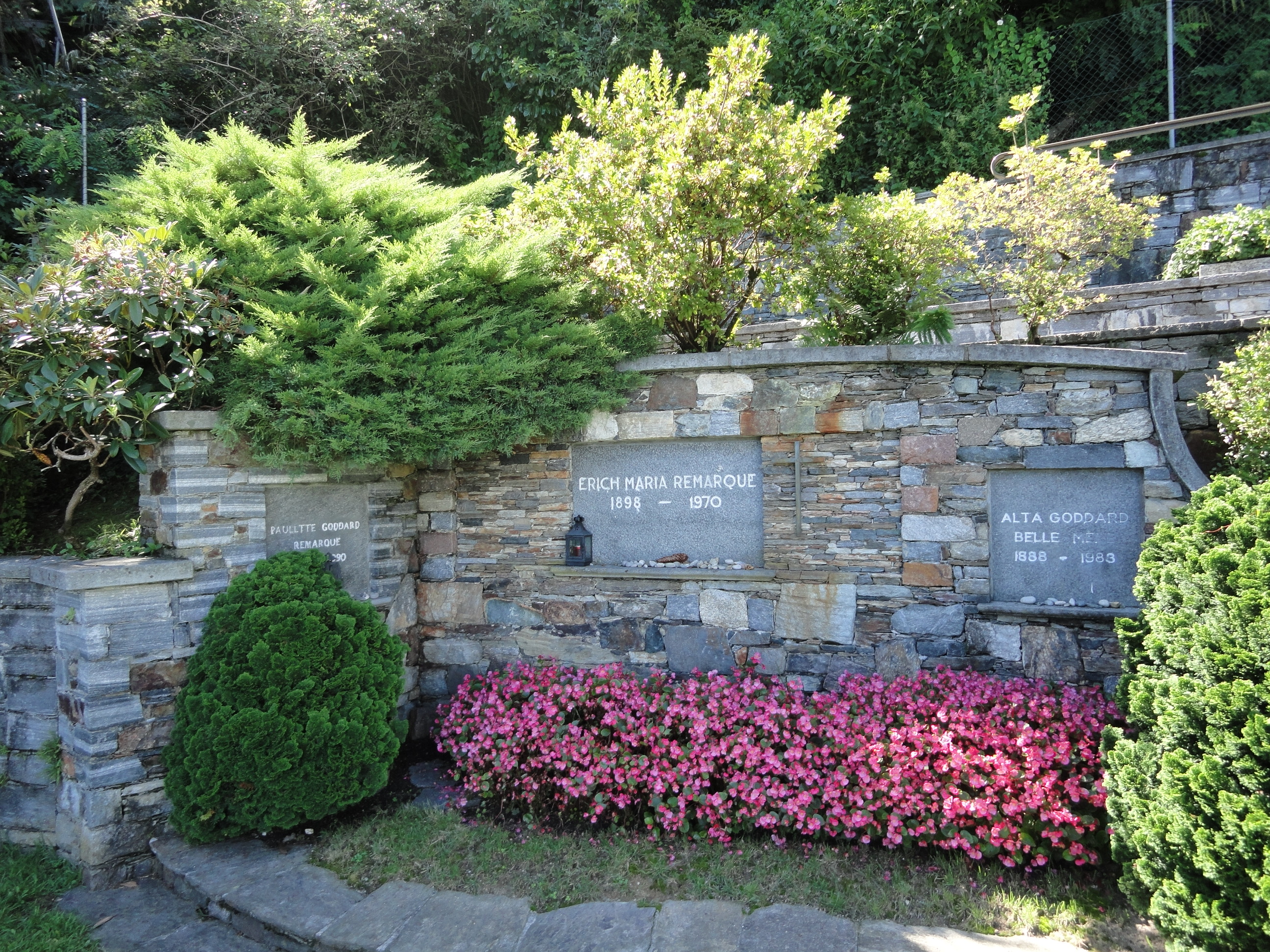
Die gemeinsame Grabstätte von Remarque, Paulette Goddard und ihrer Mutter Alta Goddard

### Tod
Remarque starb im September 1970 an einem Aortenaneurysma und wurde auf dem Friedhof von Ronco sopra Ascona beigesetzt. Im Jahr 1977 übergab seine Frau Paulette Goddard den schriftlichen Nachlass und seine Bibliothek der New York University. Im selben Jahr begann sie die Kunstsammlung nach und nach zu verkaufen. Nach ihrem Tod im April 1990 wurde sie neben Remarque bestattet. Auch das Grab ihrer Mutter Alta Goddard (1888–1983) befindet sich hier. Ein gemeinsames Grabmal verbindet die drei Gräber.

## Auszeichnungen
- 1918: Eisernes Kreuz Erster Klasse
- 1964: Justus-Möser-Medaille der Stadt Osnabrück (auch auf Anregung seines Jugendfreundes Hanns-Gerd Rabe[26] hin)
- 1967: Verleihung des Großen Bundesverdienstkreuzes
- 1968: Ehrenbürger von Ascona

## Postume Ehrungen

### Remarque als Namensgeber
- 1986: Gründung der Erich Maria Remarque-Gesellschaft in Remarques Heimatstadt Osnabrück
- 1991: Stiftung des Erich-Maria-Remarque-Friedenspreises durch die Stadt Osnabrück
- 1995: Gründung des Remarque Institute an der New York University durch den Historiker Tony Judt[27]
- 1996: Eröffnung des Erich Maria Remarque-Friedenszentrums in Osnabrück
- 1999: Asteroid (10119) Remarque
- 2017: Umbenennung der Erstaufnahmeeinrichtung am Natruper Holz in Osnabrück in „Erich-Maria-Remarque-Haus“[28]

Straßennamen
- Erich-Maria-Remarque-Ring in Osnabrück (zuvor Karlsring, 1971 Umbenennung)
- Erich-Maria-Remarque-Straße in Bersenbrück
- Erich-Maria-Remarque-Straße in Emden
- Erich-Maria-Remarque-Platz in Löhne (NRW) unweit des Bahnhofs Löhne. Löhne ist Vorbild für den Umsteigebahnhof in Im Westen nichts Neues.[29]
- Remarquestraße in Bremen-Habenhausen
- Remarquestraße in der Dorfmitte von Klein Berßen, Remarques Arbeitsstelle von Mai 1920 an
- Remarquestraße in Wietmarschen-Lohne

### Gedenktafeln
Auf dem Schulhof der Grundschule in Wietmarschen-Lohne erinnert eine Gedenktafel an seine kurze Lehrertätigkeit in Lohne.
Remarque lebte in Berlin nacheinander in drei Häusern; an zwei dieser Gebäude sind heute Gedenktafeln angebracht.
- Im Jahr 1925 wohnte er zunächst im Haus Kaiserdamm 114 in Berlin-Charlottenburg.[2] Hier befindet sich eine Gedenktafel.
- Am 5. Oktober 1925 zog er in das Haus Hohenzollerndamm 183 in Berlin-Wilmersdorf um. Kurz danach, am 14. Oktober, heiratete er Ilse Jutta Zambona.[2] An dieser Adresse steht heute ein 1999 fertigstelltes Bürogebäude.[31]
- Die zweite Gedenktafel wurde am Haus Wittelsbacherstraße 5 angebracht, wo Remarque von Januar bis Herbst 1929 mit seiner Frau lebte. Anlass für die Aufgabe dieser Wohnung war die Trennung des Ehepaares; bei späteren Aufenthalten in Berlin wohnte Remarque im Hotel Villa Majestic.[2]

Auf der Gedenktafel in der Wittelsbacherstraße steht unzutreffend, Remarque habe in diesem Haus „bis 1929“ gelebt und dort den Roman Im Westen nichts Neues geschrieben. Tatsächlich lebte er nur im Jahr 1929 in dem Haus; den Roman schrieb er in seiner vorigen Wohnung, Hohenzollerndamm 183. Bereits im November/Dezember 1928 wurde der Roman als Vorabdruck veröffentlicht, also schon vor Remarques Umzug in die Wittelsbacherstraße.

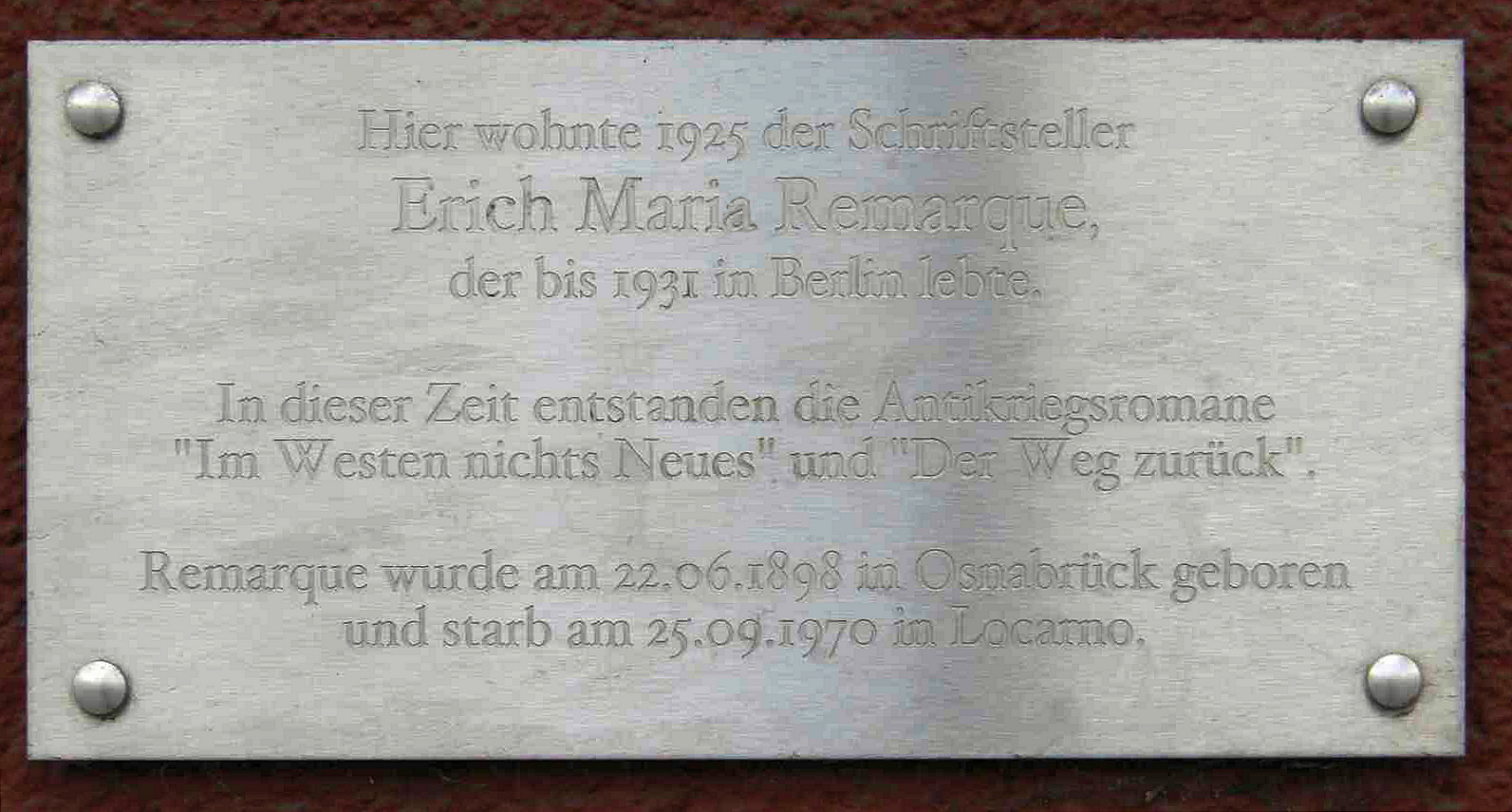
Gedenktafel in Berlin, Kaiserdamm 114
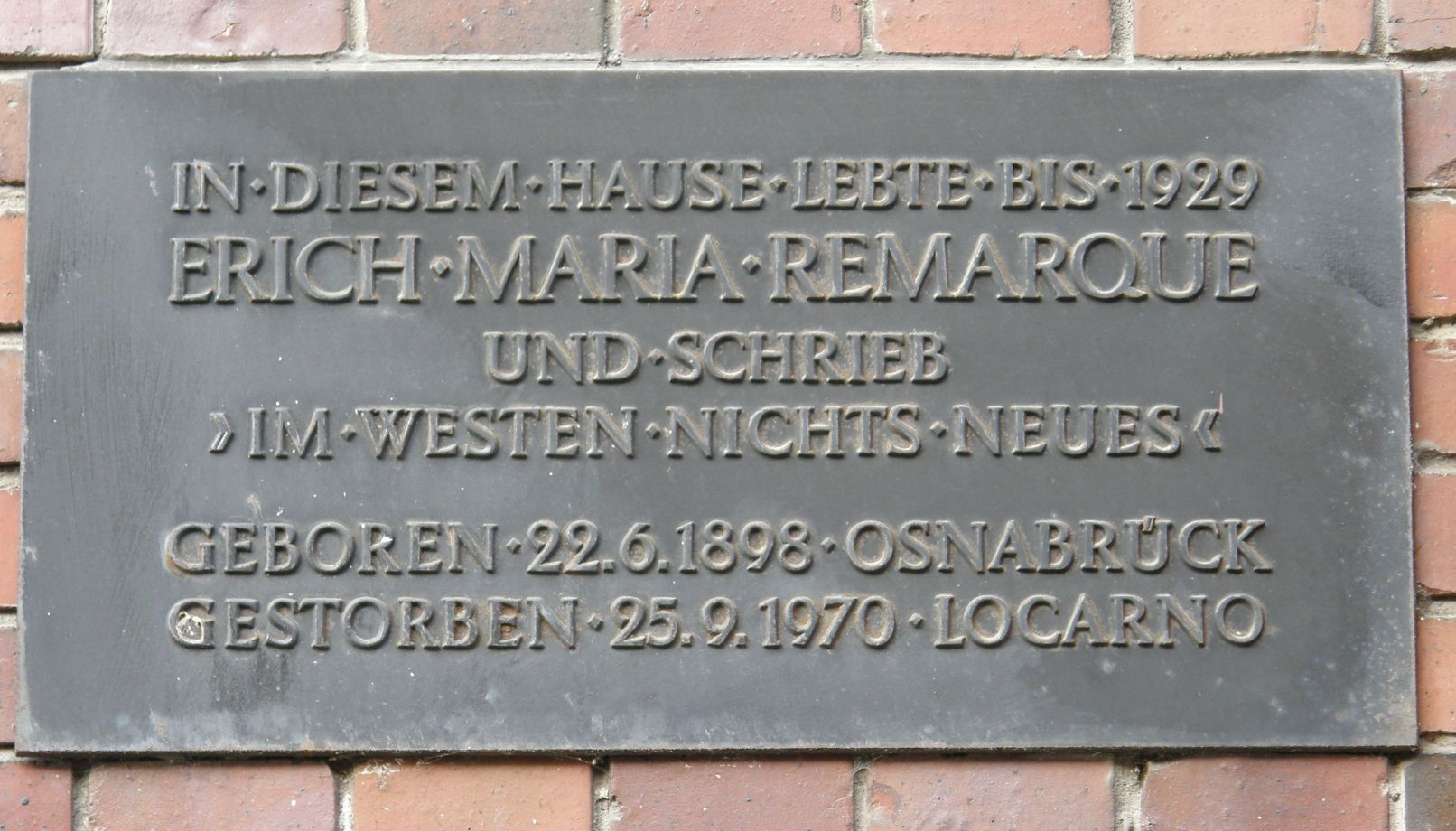
Gedenktafel in Berlin, Wittelsbacherstraße 5 (mit falscher Angabe „bis 1929“ und falscher Angabe zum Roman Im Westen nichts Neues)

### Gedenkveranstaltungen

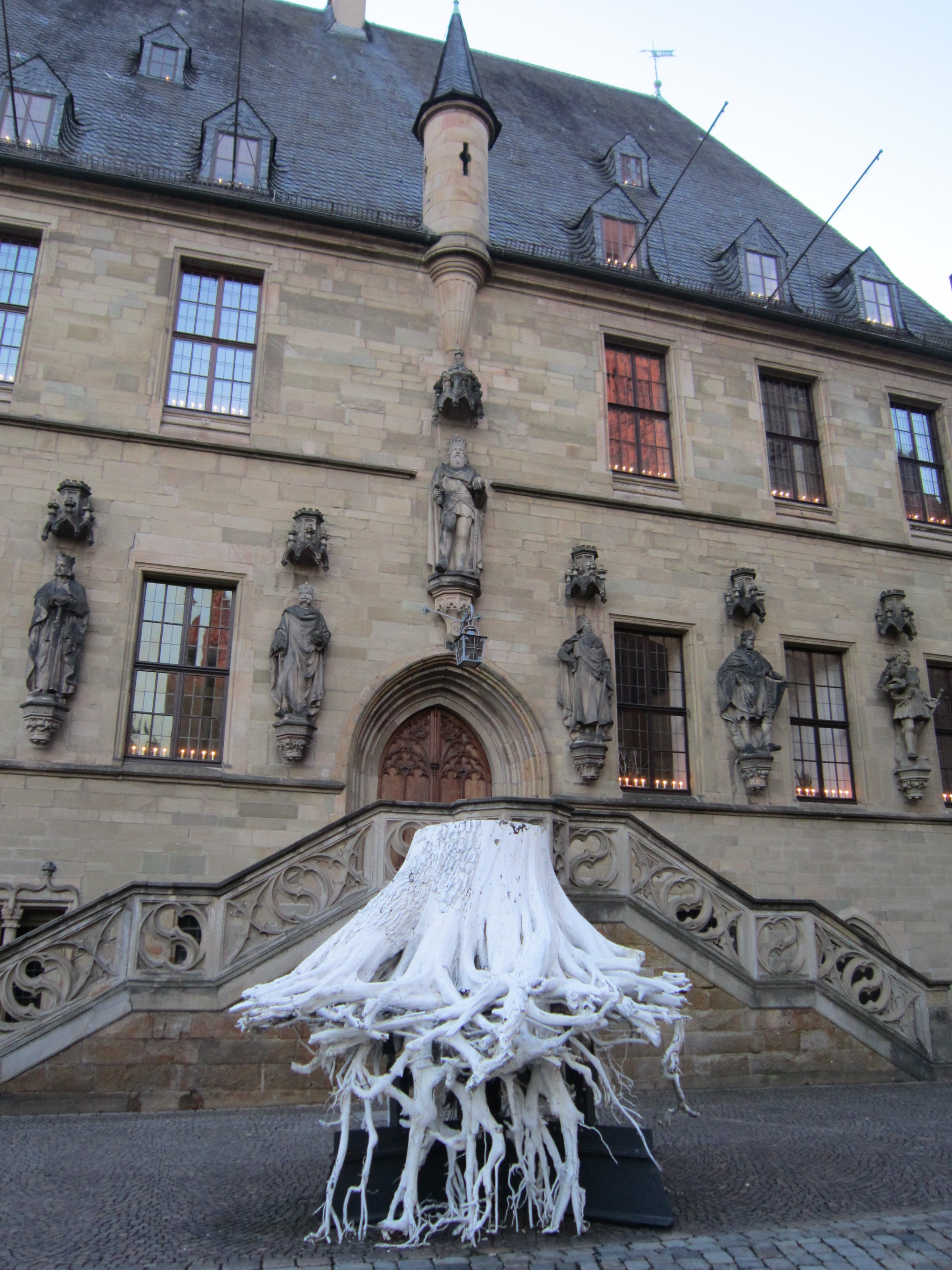
White Root vor dem Rathaus Osnabrück, zum 50. Todestag Remarques dort aufgestellt (2020)

Aus Anlass des 100. Jahrestags des Beginns des Ersten Weltkriegs betreute das Theater Osnabrück 2014/2015 in Remarques Geburtsstadt das „Stadtprojekt Remarque“. An verschiedenen Orten der Stadt widmete sich das Theater der Person des Schriftstellers. Das spartenübergreifende Projekt begleitete die Inszenierungen während der Spielzeit 2014/2015 mit Projekten, Lesungen und Führungen.
Am 25. September 2020, dem 50. Todestag Remarques, wurde vor dem Rathaus Osnabrück eine temporäre Ausstellung der Holzskulptur White Root von Volker-Johannes Trieb eröffnet. Der weiß besprayte Rumpf mit Wurzeln stammte von einer 200-jährigen Eiche, die auf dem Gefechtsfeld der Schlacht um die Seelower Höhen stand; er war zuvor am 8. Mai 2020, dem 75. Jahrestag des Endes des Zweiten Weltkriegs, vor dem Brandenburger Tor in Berlin aufgestellt worden. Im Anschluss an die Ausstellungseröffnung fand im Rathaus Osnabrück eine Gedenkfeier für Erich Maria Remarque statt.

## Rezeption

### Erich Maria Remarque-Friedenszentrum
Das 1996 eröffnete Erich Maria Remarque-Friedenszentrum in Osnabrück ist ein Museum mit Remarque-Archiv, das gemeinsam von der Stadt und der Universität Osnabrück betrieben wird. Es zeigt eine Dauerausstellung unter dem Namen „Unabhängigkeit – Toleranz – Humor“ über Remarques Leben und Werk. Zu Remarques 50. Todestag am 25. September 2020 gab es eine Sonderausstellung.

### Erich Maria Remarque-Gesellschaft
Die 1986 gegründete Erich Maria Remarque-Gesellschaft in Osnabrück dient laut ihrer Satzung dem Zweck, humanistische Kultur, Kunst, Wissenschaft und Forschung durch die Pflege des Erbes Erich Maria Remarques und seines Gedankenguts zu fördern und zu verbreiten. Der eingetragene Verein hat mehr als 200 Mitglieder im In- und Ausland. Er organisiert Lesungen, Vorträge und Diskussionen.

### Bewertung seiner Werke
Marcel Reich-Ranicki schrieb über Remarque, dass dessen Prosa zwar nicht durch künstlerische Originalität, aber durch handwerkliches Können geprägt sei und genau den Nerv der Zeit getroffen habe. Obwohl Remarque Stoffe gewählt habe, die als unpopulär galten, habe er mit jedem seiner Bücher hohe Auflagen erzielt. Er habe immer nur geschrieben, was und wie es ihm gefiel, und eben das wollte das Publikum haben.
Für Wilhelm von Sternburg war Remarque ein „ungemein genauer Beobachter seiner Zeit […], ein radikaler Deuter der Politik, ein Menschenfreund, der auf Distanz blieb“.

## Werke
Das Werk Remarques ist zum größten Teil in Taschenbuch-Ausgaben des Verlags Kiepenheuer & Witsch verfügbar. Nachfolgend werden nur die Daten der (deutschen) Erstausgaben angeführt.
Romane

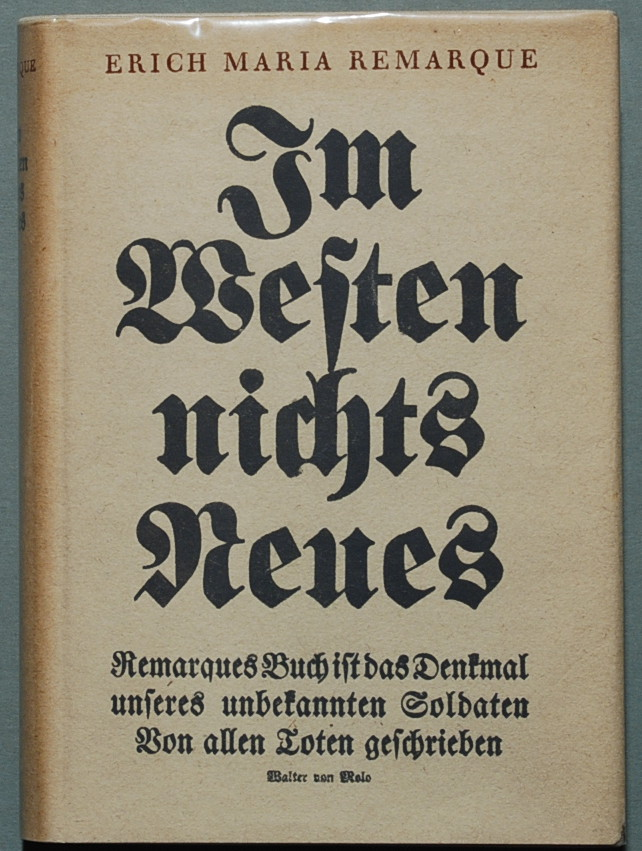
Im Westen nichts Neues. 1929

- Die Traumbude. Ein Künstlerroman. Verlag der Schönheit, Dresden 1920 (noch als Erich Remark).
- Im Westen nichts Neues. Propyläen, Berlin 1929.
- Der Weg zurück. Propyläen, Berlin 1931.
- Drei Kameraden. Querido, Amsterdam 1938.
- Liebe deinen Nächsten. Querido/Bermann-Fischer, Amsterdam/Stockholm 1941.
- Arc de Triomphe. Micha, Zürich 1946.
- Der Funke Leben. Kiepenheuer & Witsch, Köln 1952.
- Zeit zu leben und Zeit zu sterben. Kiepenheuer & Witsch, Köln 1954.
  - Im selben Jahr auf Englisch unter dem Titel A Time to Love and a Time to Die im Verlag Harcourt Brace in New York veröffentlicht.
- Der schwarze Obelisk. Kiepenheuer & Witsch, Köln 1956.
- Der Himmel kennt keine Günstlinge. Kiepenheuer & Witsch, Köln 1961.
- Die Nacht von Lissabon. Kiepenheuer & Witsch, Köln 1962.

Bühnenwerk
- Die letzte Station. UA: Renaissance-Theater Berlin, 20. September 1956.

Postum erschienen
- Schatten im Paradies. Droemer Knaur, München 1971, ISBN 3-426-08996-3. (Vom Autor unautorisierte, stark durch den Verlag bearbeitete Fassung des letzten Romans mit dem Arbeitstitel Das gelobte Land.)
- Der Feind. Erzählungen. Kiepenheuer & Witsch, Köln 1993, ISBN 3-462-02268-7.
- Das unbekannte Werk. Frühe Prosa, Werke aus dem Nachlaß, Briefe und Tagebücher. Hrsg. Thomas F. Schneider u. Tilman Westphalen. 5 Bände in Kassette, Kiepenheuer & Witsch, Köln 1998, ISBN 978-3-462-02695-5.
  - Band 1: Frühe Romane. Darin: Die Traumbude; Gam (Einzelausgabe: Kiepenheuer & Witsch, Köln 2020, ISBN 978-3-462-05469-9 (= KiWi 1741)); Station am Horizont (ursprünglich 1927/28 als Fortsetzungsroman in Sport im Bild erschienen; Einzelausgabe: Kiepenheuer & Witsch, Köln 1998, ISBN 978-3-462-02720-4).
  - Band 2: Das gelobte Land. (Einzelausgabe: Kiepenheuer & Witsch, Köln 2010, ISBN 978-3-462-04266-5 (= KiWi 1189)).
  - Band 3: Werke für Theater und Film.
  - Band 4: Kurzprosa und Gedichte.
  - Band 5: Briefe und Tagebücher.
- Herbstfahrt eines Phantasten. Erzählungen und Essays. Mit Erläuterungen und einem Nachwort herausgegeben von Thomas F. Schneider. Kiepenheuer & Witsch, Köln 2001. ISBN 3-462-03052-3.

## Adaptionen der Werke

### Verfilmungen
- 1930: Im Westen nichts Neues (All quiet on the Western Front; basierend auf Im Westen nichts Neues)
- 1937: The Road Back (basierend auf Der Weg zurück)
- 1938: Three Comrades (basierend auf Drei Kameraden)
- 1941: So Ends Our Night (basierend auf Liebe Deinen Nächsten)
- 1947: Eine brennende Liebe (basierend auf Eine andere Liebe)
- 1948: Triumphbogen (Arch of Triumph; basierend auf Arc de Triomphe)
- 1955: Der letzte Akt (als Drehbuch-Mitautor)
- 1957: Die letzte Station (Fernsehen; basierend auf dem Remarque-Stück Die letzte Station)
- 1958: Zeit zu leben und Zeit zu sterben (A Time to Love and a Time to Die; basierend auf Zeit zu leben und Zeit zu sterben) – An diesem Film wirkte Erich Maria Remarque in der Nebenrolle des Widerstandskämpfers Professor Pohlmann mit.
- 1958: Aus der Asche (Iz pepla, Из пепла, TV Moskau / VGIK) nach Die letzte Station
- 1959: Die letzte Station (Fernsehen; basierend auf dem Remarque-Stück Die letzte Station)
- 1971: Die Nacht von Lissabon (Fernsehen; basierend auf Die Nacht von Lissabon)
- 1977: Bobby Deerfield (basierend auf Der Himmel kennt keine Günstlinge)
- 1979: Im Westen nichts Neues (Fernsehfilm, All Quiet on the Western Front; basierend auf Im Westen nichts Neues)
- 1984: Im Schatten des Triumphbogens (Arch of Triumph; basierend auf Arc de Triomphe)
- 1988: Der schwarze Obelisk (Fernsehfilm; basierend auf Der schwarze Obelisk)
- 2020: Der schwarze Obelisk, Dokumentarfilm
- 2022: Im Westen nichts Neues (All Quiet on the Western Front; basierend auf Im Westen nichts Neues)

### Theater
- Remarques Romans Im Westen nichts Neues wurde nicht nur mehrfach verfilmt, sondern auch anderweitig bearbeitet, insbesondere für das Theater (siehe Adaptionen und Anleihen).
- Nach Motiven des Romans Liebe Deinen Nächsten entstand das Schauspiel Die Nacht vergeht als Theaterprojekt der Jüdischen Gemeinde Rostock (2018).[39]

## Filmbiografie
- Remarque – Sein Weg zum Ruhm. Doku-Drama von Hanno Brühl mit Max von Thun, Esther Zimmering, Julia Nachtmann, Jörg Panknin u. a. NDR 2008
- Erich Maria Remarque. Dokumentation von Victor J. Tognola und Anne-Marie Tognola, CH, 2011, (53 min).